# Thomas Bührer
Thomas Bührer (* 30. Januar 1968) ist ein ehemaliger Schweizer Orientierungsläufer. Er ist dreifacher Weltmeister mit der Staffel und Langdistanzweltmeister von 2003.
Bührer wurde bereits 1988 im Weltcup eingesetzt. Seinen ersten WM-Einsatz hatte er aber erst 1991 in der Tschechoslowakei, als er sofort mit der Schweizer Staffel, in der neben ihm noch Alain Berger, Urs Flühmann und Christian Aebersold liefen, Gold gewann. 1993 in den Vereinigten Staaten und 1995 in Deutschland verteidigten die Schweizer jeweils mit Bührer in der Staffel den Titel. 1995 hatte er mit Platz vier auf der Kurzdistanz auch sein bis dahin bestes WM-Einzelergebnis erzielt. Nach dem Schweizer-Titelhattrick gelang es der Staffel nicht mehr, an alte Erfolge anzuknüpfen. Bührer aber konnte in der Weltspitze Fuß fassen, was auch sein Abschneiden im Weltcup belegte. Bei den Europameisterschaften 2002 in Ungarn gewann Thomas Bührer den Titel auf der Langdistanz und ein Jahr später wurde er im selben Wettbewerb bei der Heim-WM in Rapperswil auch Weltmeister.
Thomas Bührer gewann die Schweizer Meisterschaft auf der Langdistanz 1992, 1993 und 1996. Auf der Mitteldistanz gewann er 1996, 1997, 1999 und 2000 den Titel. Die Nachtlaufmeisterschaft gewann er 1994, 1995, 1997, 1999 und 2000. Mit der OLG Cordoba gewann er 1992, 1994, 1997 und 2001 die nationale Staffelmeisterschaft. 1994, 1997, 1998 und 2002 gewann er mit diesem Verein auch die Schweizer Teammeisterschaft.

## Platzierungen
| Weltmeisterschaften  | Sprint | Mittel | Lang | Staffel |
| -------------------- | ------ | ------ | ---- | ------- |
| 1991 Marianske Lazne |        | 27.    | 31.  | 1.      |
| 1993 West Point      |        | 16.    |      | 1.      |
| 1995 Detmold         |        | 4.     | 15.  | 1.      |
| 1997 Grimstad        |        | 16.    |      | 5.      |
| 1999 Inverness       |        | 29.    |      | 4.      |
| 2001 Tampere         | 17.    | 11.    | 8.   | 5.      |
| 2003 Rapperswil      |        |        | 1.   | 4.      |

| Europameisterschaften | Sprint | Mittel | Lang | Staffel |
| --------------------- | ------ | ------ | ---- | ------- |
| 2000 Truskawez        |        | 8.     | 5.   |         |
| 2002 Sümeg            | 15.    | 38.    | 1.   | 5.      |

| Gesamt-Weltcup | Gesamt-Weltcup |
| -------------- | -------------- |
| 1988           | 46.            |
| 1990           | 29.            |
| 1992           | 8.             |
| 1994           | 18.            |
| 1996           | 11.            |
| 1998           | 7.             |
| 2000           | 16.            |
| 2002           | 7.             |